# نورمن فاستر
نورمن رابرت فاستر (به انگلیسی: Norman Robert Foster, Baron Foster of Thames Bank) (زاده ۱ ژوئن، ۱۹۳۵) معمار اهل بریتانیا است.
شهرت او بیشتر به خاطر طرح گنبد مجلس ملی آلمان در برلین و بنای مشهور به «خیارشور» در لندن فراگیر شد. یکی دیگر از دلیل شهرت وی بخاطر  طرح ابراج البیت است.

نورمن فاستر در مورد برج «خیارشور»  یا به عبارتی «برج سوئیس رِ» می گوید:
"خوب «برچسب روزنامه نگارانه خیار» را باید اندکی تحقیرآمیز دانست اما نکته جالب این است که براساس همین برچسب میتوان گفت، طرح ساختمان خلاقیت مخاطب را خواه انتقادی باشد خواه نه به کار می اندازد. حالت شوخ طبعانه موجود در آن نیز بازتابی از زمینه بومی انگلیسی آن است، چنین اظهارنظری در به طور مثال اسپانیا، غیرممکن است. به نظر من این ساختمان نتیجه پاسخه ایی بسیار دقیق به نیازهای ساختمانی فضای شهر لندن و زمینه شهری آن در همان سایت به‌خصوص است."

## زندگی‌نامه
نورمن در خانواده‌ای کارگری در منچستر به دنیا آمد. در ۱۶ سالگی مدرسه را رها کرد و در عوض به خدمت در نیروی هوایی پادشاهی شتافت. نورمن فاستر پیوسته بر آن بوده که با تقسیمات و چند پارگی های دانش مبارزه کند و جریان فکری منحصر به فرد خود را تداوم بخشد که غالباً این عمل تا مرحله ی آشفتگی و رنجش ساختارها و چارچوب های فرهنگی نیز پیش رفته است . بنابراین ، هنگام صحبت در مورد مباحث معماری ، عدم کاربرد واژه شناسی تجریدی و ایهام گونه – که امروزه در بحث های معمول و متداول به زبان میانجی تبدیل شده و افراد تابع مد نمی توانند از آن بر حذر باشند – امری اتفاقی نیست.

## آثار
- ورزشگاه نیوکمپ
- هتل هارمون
- مرکز تجارت جهانی (ساختمان شماره ۲)
- برج هرست
- هرم صلح و دوستی
- فرودگاه بین‌المللی کویت
- اپل پارک
- مرکز تولید مک لارن
- برج هرمیتاژ
- موزه هنر داتونگ
- ساختمان پارلمان آلمان
- فرودگاه بین‌المللی هنگ کنگ ، چک لاپ کوک
- دفتر مرکزی شرکت سوئیس ری
- دفتر مرکزی شرکت بیمه ویلیس ،فابر و داماس ،ایپسوویچ
- مجموعه الفیضیه ریاض عربستان سعودی
- سا زهٔ پنوماتیک موقت برای شرکت فناوری رایانه ،همل همپ استید
- شرکت رنو در انگلستان
- سیتی‌هال لندن
- پایانه مسافربری وفرودگاه استانزتد لندن
- دفترها و استودیوهای جدید BBC در پورتلند
- دانشکده حقوق دانشگاه کمبریج
- شهر مصدر __ ابوظبی(در حال ساخت)